# Серебряная лофура
Серебряная лофура, или серебряный фазан (лат. Lophura nycthemera) — вид птиц семейства фазановых.

## Распространение
Водится серебристый фазан на юге Китая, в странах Индокитая и на китайском острове Хайнань.

## Описание
Взрослый самец в длину достигает 90—127 см, а самка — 55—68 см.

## Экология
Встретить этого фазана можно на открытых местностях, покрытых густой травянистой растительностью. Редко встречается в густом лесу.

### Питание
В сравнении с дикими курами, рацион серебряного фазана складывается за счет значительного разнообразия растительных и животных кормов, куда входят, насекомые, цветочные бутоны, трава и листья.

## Инкубация
Инкубация яиц этого фазана проходит 28—32 дня.

## Классификация
Международный союз орнитологов выделяет 15 подвидов:
- Lophura nycthemera omeiensis Cheng, Chang & Tang, 1964
- Lophura nycthemera rongjiangensis Tan & Wu, 1981
- Lophura nycthemera nycthemera (Linnaeus, 1758)
- Lophura nycthemera fokiensis Delacour, 1948
- Lophura nycthemera whiteheadi (Ogilvie-Grant, 1899)
- Lophura nycthemera occidentalis Delacour, 1948
- Lophura nycthemera rufipes (Oates, 1898)
- Lophura nycthemera jonesi (Oates, 1903)
- Lophura nycthemera ripponi (Sharpe, 1902)
- Lophura nycthemera beaulieui Delacour, 1948
- Lophura nycthemera berliozi (Delacour & Jabouille, 1928)
- Lophura nycthemera beli (Oustalet, 1898)
- Lophura nycthemera annamensis (Ogilvie-Grant, 1906)
- Lophura nycthemera lewisi (Delacour & Jabouille, 1928)
- Lophura nycthemera engelbachi Delacour, 1948